# Collegio di South Cambridgeshire
South Cambridgeshire è un collegio elettorale situato nel Cambridgeshire, nell'Est dell'Inghilterra, e rappresentato alla Camera dei comuni del Parlamento del Regno Unito. Elegge un membro del parlamento con il sistema first-past-the-post, ossia maggioritario a turno unico; l'attuale parlamentare è Pippa Heylings dei Liberal Democratici, eletta nel 2024.

## Estensione

I confini del South Cambridgeshire utilizzati alle elezioni del 1997, 2001 e 2005

South Cambridgeshire dal 2010 al 2024

- 1997-2010: i ward del distretto di South Cambridgeshire di Arrington, Bar Hill, Barrington and Shepreth, Barton, Bassingbourn, Bourn, Comberton, Coton, Duxford, Elsworth, Foxton, Gamlingay, Girton, Great Shelford, Hardwick, Harston, Haslingfield, Ickleton, Little Shelford, Longstanton, Melbourn, Meldreth, Orwell, Papworth, Sawston, Stapleford, Swavesey, The Mordens e Whittlesford, e i ward della città di Cambridge di Queen Edith’s e Trumpington.
- 2010-2024: i ward del distretto di South Cambridgeshire di Bar Hill, Barton, Bassingbourn, Bourn, Caldecote, Comberton, Cottenham, Duxford, Fowlmere and Foxton, Gamlingay, Girton, Hardwick, Harston and Hauxton, Haslingfield and The Eversdens, Longstanton, Melbourn, Meldreth, Orwell and Barrington, Papworth and Elsworth, Sawston, Swavesey, The Abingtons, The Mordens, The Shelfords and Stapleford e Whittlesford, e il ward della città di Cambridge di Queen Edith’s.
- dal 2024: i ward del distretto di South Cambridgeshire di Balsham; Barrington; Bassingbourn; Duxford; Fen Ditton and Fulbourn; Foxton; Gamlingay; Hardwick; Harston and Comberton; Linton; Melbourn; Sawston; Shelford; The Mordens e Whittlesford, e i ward della città di Cambridge di Cherry Hinton e Queen Edith’s.[1]

## Membri del parlamento
| Elezione | Elezione    | Deputato       | Partito      |
| -------- | ----------- | -------------- | ------------ |
|          | 1997        | Andrew Lansley | Conservatore |
| 2015     | Heidi Allen |                | Conservatore |
|          | Heidi Allen | 2019           | Change UK    |
|          | Heidi Allen | 2019           | Indipendente |
|          | Heidi Allen | 2019           | Lib Dem      |
|          | 2019        | Anthony Browne | Conservatore |
|          | 2024        | Pippa Heylings | Lib Dem      |

## Elezioni

### Elezioni negli anni 2020
| Partito                    | Partito                                         | Candidato                  | Risultati 4 luglio 2024 | Risultati 4 luglio 2024 |
| Partito                    | Partito                                         | Candidato                  | Voti                    | %                       |
| -------------------------- | ----------------------------------------------- | -------------------------- | ----------------------- | ----------------------- |
|                            | Lib Dem                                         | Pippa Heylings             | 25 704                  | 46,83                   |
|                            | Conservatore                                    | Chris Carter-Chapman       | 15 063                  | 27,44                   |
|                            | Laburista                                       | Luke Viner                 | 6 106                   | 11,13                   |
|                            | Reform UK                                       | Harrison Edwards           | 4 897                   | 8,92                    |
|                            | Verdi                                           | Miranda Fyfe               | 2 656                   | 4,84                    |
|                            | Indipendente                                    | James Gordon               | 459                     | 0,84                    |
|                            |                                                 |                            |                         |                         |
| Iscritti                   | Iscritti                                        | Iscritti                   | 77 327                  | 100,00                  |
| ↳ Votanti (% su iscritti)  | ↳ Votanti (% su iscritti)                       | ↳ Votanti (% su iscritti)  | 54 885                  | 70,98                   |
| ↳ Astenuti (% su iscritti) | ↳ Astenuti (% su iscritti)                      | ↳ Astenuti (% su iscritti) | 22 442                  | 29,02                   |
|                            |                                                 |                            |                         |                         |
|                            | Esito: collegio passa da Conservatore a Lib Dem |                            |                         |                         |

### Elezioni negli anni 2010
| Partito                    | Partito                                   | Candidato                  | Risultati 12 dicembre 2019 | Risultati 12 dicembre 2019 |
| Partito                    | Partito                                   | Candidato                  | Voti                       | %                          |
| -------------------------- | ----------------------------------------- | -------------------------- | -------------------------- | -------------------------- |
|                            | Conservatore                              | Anthony Browne             | 31 015                     | 46,34                      |
|                            | Lib Dem                                   | Ian Sollom                 | 28 111                     | 42,00                      |
|                            | Laburista                                 | Dan Greef                  | 7 803                      | 11,66                      |
|                            |                                           |                            |                            |                            |
| Iscritti                   | Iscritti                                  | Iscritti                   | 87 288                     | 100,00                     |
| ↳ Votanti (% su iscritti)  | ↳ Votanti (% su iscritti)                 | ↳ Votanti (% su iscritti)  | 66 929                     | 76,68                      |
| ↳ Astenuti (% su iscritti) | ↳ Astenuti (% su iscritti)                | ↳ Astenuti (% su iscritti) | 20 359                     | 23,32                      |
|                            |                                           |                            |                            |                            |
|                            | Esito: collegio confermato a Conservatore |                            |                            |                            |

| Partito                    | Partito                                   | Candidato                  | Risultati 8 giugno 2017 | Risultati 8 giugno 2017 |
| Partito                    | Partito                                   | Candidato                  | Voti                    | %                       |
| -------------------------- | ----------------------------------------- | -------------------------- | ----------------------- | ----------------------- |
|                            | Conservatore                              | Heidi Allen                | 33 631                  | 51,80                   |
|                            | Laburista                                 | Dan Greef                  | 17 679                  | 27,23                   |
|                            | Lib Dem                                   | Susan van de Ven           | 12 102                  | 18,64                   |
|                            | Verdi                                     | Simon Saggers              | 1 512                   | 2,33                    |
|                            |                                           |                            |                         |                         |
| Iscritti                   | Iscritti                                  | Iscritti                   | 85 202                  | 100,00                  |
| ↳ Votanti (% su iscritti)  | ↳ Votanti (% su iscritti)                 | ↳ Votanti (% su iscritti)  | 64 924                  | 76,20                   |
| ↳ Astenuti (% su iscritti) | ↳ Astenuti (% su iscritti)                | ↳ Astenuti (% su iscritti) | 20 278                  | 23,80                   |
|                            |                                           |                            |                         |                         |
|                            | Esito: collegio confermato a Conservatore |                            |                         |                         |

| Partito                    | Partito                                   | Candidato                  | Risultati 7 maggio 2015 | Risultati 7 maggio 2015 |
| Partito                    | Partito                                   | Candidato                  | Voti                    | %                       |
| -------------------------- | ----------------------------------------- | -------------------------- | ----------------------- | ----------------------- |
|                            | Conservatore                              | Heidi Allen                | 31 454                  | 51,11                   |
|                            | Laburista                                 | Dan Greef                  | 10 860                  | 17,65                   |
|                            | Lib Dem                                   | Sebastian Kindersley       | 9 368                   | 15,22                   |
|                            | UKIP                                      | Marion Mason               | 6 010                   | 9,77                    |
|                            | Verdi                                     | Simon Saggers              | 3 848                   | 6,25                    |
|                            |                                           |                            |                         |                         |
| Iscritti                   | Iscritti                                  | Iscritti                   | 84 186                  | 100,00                  |
| ↳ Votanti (% su iscritti)  | ↳ Votanti (% su iscritti)                 | ↳ Votanti (% su iscritti)  | 61 540                  | 73,10                   |
| ↳ Astenuti (% su iscritti) | ↳ Astenuti (% su iscritti)                | ↳ Astenuti (% su iscritti) | 22 646                  | 26,90                   |
|                            |                                           |                            |                         |                         |
|                            | Esito: collegio confermato a Conservatore |                            |                         |                         |

| Partito                    | Partito                                   | Candidato                  | Risultati 6 maggio 2010 | Risultati 6 maggio 2010 |
| Partito                    | Partito                                   | Candidato                  | Voti                    | %                       |
| -------------------------- | ----------------------------------------- | -------------------------- | ----------------------- | ----------------------- |
|                            | Conservatore                              | Andrew Lansley             | 27 995                  | 47,40                   |
|                            | Lib Dem                                   | Sebastian Kindersley       | 20 157                  | 34,13                   |
|                            | Laburista                                 | Tariq Sadiq                | 6 024                   | 10,20                   |
|                            | Indipendente                              | Robin Page                 | 1 968                   | 3,33                    |
|                            | UKIP                                      | Helene Davies-Green        | 1 873                   | 3,17                    |
|                            | Verdi                                     | Simon Saggers              | 1 039                   | 1,76                    |
|                            |                                           |                            |                         |                         |
| Iscritti                   | Iscritti                                  | Iscritti                   | 78 951                  | 100,00                  |
| ↳ Votanti (% su iscritti)  | ↳ Votanti (% su iscritti)                 | ↳ Votanti (% su iscritti)  | 59 056                  | 74,80                   |
| ↳ Astenuti (% su iscritti) | ↳ Astenuti (% su iscritti)                | ↳ Astenuti (% su iscritti) | 19 895                  | 25,20                   |
|                            |                                           |                            |                         |                         |
|                            | Esito: collegio confermato a Conservatore |                            |                         |                         |

### Elezioni negli anni 2000
| Partito                    | Partito                                   | Candidato                  | Risultati 5 maggio 2005 | Risultati 5 maggio 2005 |
| Partito                    | Partito                                   | Candidato                  | Voti                    | %                       |
| -------------------------- | ----------------------------------------- | -------------------------- | ----------------------- | ----------------------- |
|                            | Conservatore                              | Andrew Lansley             | 23 676                  | 44,97                   |
|                            | Lib Dem                                   | Andrew Dickson             | 15 675                  | 29,77                   |
|                            | Laburista                                 | Sandra Wilson              | 10 189                  | 19,35                   |
|                            | UKIP                                      | Robin Page                 | 1 556                   | 2,96                    |
|                            | Verdi                                     | Simon Saggers              | 1 552                   | 2,95                    |
|                            |                                           |                            |                         |                         |
| Iscritti                   | Iscritti                                  | Iscritti                   | 76 970                  | 100,00                  |
| ↳ Votanti (% su iscritti)  | ↳ Votanti (% su iscritti)                 | ↳ Votanti (% su iscritti)  | 52 648                  | 68,40                   |
| ↳ Astenuti (% su iscritti) | ↳ Astenuti (% su iscritti)                | ↳ Astenuti (% su iscritti) | 24 322                  | 31,60                   |
|                            |                                           |                            |                         |                         |
|                            | Esito: collegio confermato a Conservatore |                            |                         |                         |

| Partito                    | Partito                                   | Candidato                  | Risultati 7 giugno 2001 | Risultati 7 giugno 2001 |
| Partito                    | Partito                                   | Candidato                  | Voti                    | %                       |
| -------------------------- | ----------------------------------------- | -------------------------- | ----------------------- | ----------------------- |
|                            | Conservatore                              | Andrew Lansley             | 21 387                  | 44,24                   |
|                            | Lib Dem                                   | Amanda Taylor              | 12 984                  | 26,86                   |
|                            | Laburista                                 | Joan Herbert               | 11 737                  | 24,28                   |
|                            | Verdi                                     | Simon Saggers              | 1 182                   | 2,45                    |
|                            | UKIP                                      | Helene Davies              | 875                     | 1,81                    |
|                            | ProLife Alliance                          | Beata Klepacka             | 176                     | 0,36                    |
|                            |                                           |                            |                         |                         |
| Iscritti                   | Iscritti                                  | Iscritti                   | 72 043                  | 100,00                  |
| ↳ Votanti (% su iscritti)  | ↳ Votanti (% su iscritti)                 | ↳ Votanti (% su iscritti)  | 48 341                  | 67,10                   |
| ↳ Astenuti (% su iscritti) | ↳ Astenuti (% su iscritti)                | ↳ Astenuti (% su iscritti) | 23 702                  | 32,90                   |
|                            |                                           |                            |                         |                         |
|                            | Esito: collegio confermato a Conservatore |                            |                         |                         |

## Risultati dei referendum

### Referendum sulla permanenza del Regno Unito nell'Unione europea del 2016
|             | Collegio             | Lasciare UE % | Rimanere in UE % |
| ----------- | -------------------- | ------------- | ---------------- |
|             | South Cambridgeshire | 38,4%         | 61,6%            |
|             | Inghilterra          | 53,3%         | 46,7%            |
| Regno Unito | 51,9%                | 48,1%         |                  |